# شامبالا
در سنت بودیسم تبتی، شمبهل (سانسکریت: शम्भल، آوانگاری: Śambhala; تبتی: བདེ་འབྱུང، Bde'byung; چینی: 香巴拉، Xiāngbālā) یک پادشاهی اسطوره‌ای است. از شامبالا در کالاچاکرا تانترا ذکر شده‌است. کتب مقدس بن از سرزمینی بسیار نزدیک با نام تاگزیگ اولمو رینگ رانگ صحبت می‌کند.
نام سانسکریت گرفته شده از نام شهری است که در هندو پوراناها ذکر شده‌است، احتمالاً در اشاره به سامبال در اوتار پرادش. ارتباط اساطیری این مکان سرچشمه پیشگویی در ویشنو پورانا (۴٫۲۴) است که طبق آن، شامباله زادگاه کالکی خواهد بود، تجسم نهایی ویشنو، که در عصر جدیدی طلیعه خواهد بود (ساتیا یوگا).